# Jeux sud-américains de 2014
Navigation
2010 2018
Les dixièmes Jeux sud-américains se déroulent à Santiago du Chili au Chili du 7 au 18 mars 2014. C'est une compétition multisports qui a lieu tous les quatre ans où les pays affiliés à l'organisation sportive sud-américaine (ODESUR) s'affrontent.

## Historique
Au milieu des années 1970, l'idée de créer une compétition réunissant les pays de l'Amérique du Sud fait son chemin. À l'instigation du président du Comité national olympique argentin de l'époque, Pablo Cagnasso, les négociations sont engagées avec les différents Comités olympiques de la région. Celles-ci aboutissent à la création de l'organisation sportive sud-américaine ou ODESUR) le 27 mars 1975.
Le premier congrès de l'ODESUR fut organisé à La Paz sous les auspices de l'organisation sportive panaméricaine (espagnol : Organización Deportiva Panamericana ou ODEPA) le 26 mars 1976 en la présence des comités olympiques argentin, bolivien, chilien, paraguayen et péruvien. En octobre de l'année suivante, durant les VIIIe Jeux bolivariens, eut lieu un deuxième congrès, où furent adoptés les statuts et les règlements de l'ODESUR. Il y fut également décidé que la Bolivie serait l'hôte des premiers Jeux de la Croix du Sud (espagnol : Juegos Cruz del Sur).
Mais ce ne fut que lors d'un troisième congrès qui eut lieu le 10 et 11 juin 1978, à Santiago du Chili, que les premiers Jeux de la nouvelle Organisation furent actés. Les règlements du comité d'organisation et le calendrier de l'évènement furent alors définis. Les Jeux se dérouleraient au mois de novembre de la même année, avec la participation de huit pays. Dans le même temps, José Gamarra Zorrilla fut désigné président de l'Organización Deportiva Suramericana.

## Dénomination
Le 7 mai 2007, lors du XXe congrès ordinaire de l'ODESUR, dans une volonté de normalisation, il fut décidé que la dénomination officielle serait dorénavant la suivante : le numéral, correspondant à l'édition des Jeux, en chiffres romains, suivi du titre Juegos Suramericanos, puis du nom de la ville hôte et de l'année.
En effet, avant cette date, les Jeux furent nommés de différentes manières. Durant les deux premières éditions, ils furent appelés Juegos Cruz del Sur (Jeux de la Croix du Sud). Puis de 1986 à 2006, le nom de Juegos Sudamericanos fut employé (à l'exception de 1994 et des V Juegos Suramericanos Valencia '94). De plus, il existe une différence linguistique entre les pays de la région, la presse peut dénommer l'évènement soit Juegos Sudamericanos (en Argentine, au Pérou, par exemple) soit Juegos Suramericanos (en Colombie ou au Chili).

## Compétition

### Sports au programme
- Athlétisme
- Cyclisme

### Ouvrages utilisés
- (es) Ernesto Rodríguez III, Libro I de los Juegos Odesur (1978-2010) : Los libros del ciclo olímpico argentino, Buenos Aires, Alarco Ediciones, 2010, 1re éd., 192 p. (ISBN 9789871367184, lire en ligne)

1. 1 2 3  p. 15-16

### Autres références
1. ↑  (es) « Estatuto - ODESUR (Organización Deportiva suramericana) cf article 48, p.23 », sur odesur.org (consulté le 19 décembre 2012)
2. ↑  (es) « El remo sumó seis medallas de oro », sur edant.clarin.com (consulté le 19 décembre 2012)
3. ↑  (es) « ¿Por qué el Perú es potencia sudamericana en bádminton? », sur elcomercio.pe, 29 mars 2010 (consulté le 19 décembre 2012)
4. ↑  (es) « Estas fueron las claves del título de Colombia en los Juegos Suramericanos », sur www.eltiempo.com, 29 mars 2010 (consulté le 19 décembre 2012)
5. ↑  (es) « Juegos Suramericanos: Chile viaja a Medellín con cifra histórica de deportistas », sur www.emol.com, 10 mars 2010 (consulté le 19 décembre 2012)